# Portugal op de Olympische Zomerspelen 1964
Portugal nam deel aan de Olympische Zomerspelen 1964 in Tokio, Japan. De twintig deelnemers wonnen geen enkele medaille.

## Deelnemers en resultaten

### Atletiek
| Olympiër                | Onderdeel              | Resultaat | Prestatie                                     |
| ----------------------- | ---------------------- | --------- | --------------------------------------------- |
| José Fernandes da Rocha | 100m (m)               | 58e       | serie 7: 4de in 11,0                          |
| José Fernandes da Rocha | 200m (m)               | 37e       | serie 8: 5de in 21,7                          |
| Manuel F. Oliveira      | 1500m (m)              | DNS       | serie 3: niet gestart                         |
| Manuel F. Oliveira      | 5000m (m)              | DNS       | serie 4: niet gestart                         |
| Armando Aldegalega      | 10000m (m)             | DNS       | niet gestart                                  |
| Manuel Oliveira         | 3000m steeplechase (m) | 4e        | seire 1: 1ste in 8.40,8 finale: 4de in 8.36,2 |
| Armando Aldegalega      | marathon (m)           | 44e       | 2:38.02,2                                     |

### Judo
| Olympiër             | Onderdeel | Resultaat | Prestatie                                                                               |
| -------------------- | --------- | --------- | --------------------------------------------------------------------------------------- |
| Fernando Costa Matos | -80kg (m) | 9e        | 1ste ronde groep H: 2de W van VEN Lugo: Waza-ari-chikai-waza V van JPN Okano: Seoi-nage |

### Paardensport
| Olympiër              | Onderdeel      | Resultaat      | Prestatie                                                                                             |
| Springconcours        | Springconcours | Springconcours | Springconcours                                                                                        |
| --------------------- | -------------- | -------------- | --- |
| Henrique Alves Calado | individueel    | 34e            | 1ste ronde: 37ste met 42 strafpunten 2de ronde: 22ste met 16,25 strafpunten totaal: 58,25 strafpunten |
| Joaquim Duarte Silva  | individueel    | 5e             | 1ste ronde: 1ste met 8 strafpunten 2de ronde: 8ste met 12 strafpunten totaal: 20 strafpunten          |

### Schietsport
| Olympiër              | Onderdeel               | Resultaat  | Prestatie                       |
| --------------------- | ----------------------- | ---------- | ------------------------------- |
| Manuel Costa          | 50m geweer liggend (m)  | 58e        | 580 punten: (95-99-97-96-98-95) |
| José Cayolla          | 25m snelvuurpistool (m) | 45e        | 552 punten: (276-276)           |
| Guy Valle-Flor        | trap (m)                | 28e        | 186 punten                      |
| Armando Silva Marques | 18e                     | 188 punten |                                 |

### Turnen
| Olympiër       | Onderdeel                | Resultaat | Prestatie                             |
| -------------- | ------------------------ | --------- | ------------------------------------- |
| Esbela Fonseca | balk (v)                 | 71e       | kwalificatie: 71ste met 17,499 punten |
| Esbela Fonseca | brug (v)                 | 69e       | kwalificatie: 69ste met 16,699 punten |
| Esbela Fonseca | sprong (v)               | 63e       | kwalificatie: 63ste met 18,133 punten |
| Esbela Fonseca | vloer (v)                | 76e       | kwalificatie: 76ste met 17,432 punten |
| Esbela Fonseca | individuele meerkamp (v) | 68e       | 69,763 punten                         |

### Zeilen
| Olympiër                                                      | Onderdeel     | Resultaat | Prestatie                            |
| ------------------------------------------------------------- | ------------- | --------- | ------------------------------------ |
| Hélder de Oliveira                                            | finn          | 19e       | 2591 punten: (10-9-18-25-27-15-22)   |
| Duarte de Almeida Bello Fernando Pinto Coelho Bello           | star klasse   | 8e        | 3330 punten: (6-2-DNF-9-7-12-5)      |
| Carlos Ferreira Eduardo Guedes de Queiroz Joaquim Pinto Basto | draken klasse | 16e       | 1804 punten: (10-19-14-16-DNF-13-17) |

### Zwemmen
| Olympiër             | Onderdeel            | Resultaat | Prestatie              |
| -------------------- | -------------------- | --------- | ---------------------- |
| Herlander Ribeiro    | 100m vrije slag (m)  | 57e       | serie 3: 6de in 59,0   |
| Vitor Manuel Fonseca | 200m vlinderslag (m) | 21e       | serie 1: 5de in 2.13,8 |
| António Basto        | 400m wisselslag (m)  | 26e       | serie 2: 7de in 5.19,7 |

## Officials
- Correia Leal (chef de mission)

Afghanistan · Algerije · Argentinië · Australië · Bahama's · België · Bermuda · Birma · Bolivia · Brazilië · Brits-Guiana · Bulgarije · Cambodja · Canada · Ceylon · Chili · Colombia · Congo-Brazzaville · Costa Rica · Cuba · Denemarken · Dominicaanse Republiek · Duits eenheidsteam · Ethiopië · Filipijnen · Finland · Frankrijk · Ghana · Griekenland · Groot-Brittannië · Hongarije · Hongkong · Ierland · IJsland · India · Irak · Iran · Israël · Italië · Ivoorkust · Jamaica · Japan · Joegoslavië · Kameroen · Kenia · Libanon · Liberia · Libië · Liechtenstein · Luxemburg · Madagaskar · Maleisië · Mali · Marokko · Mexico · Monaco · Mongolië · Nederland · Nederlandse Antillen · Nepal · Nieuw-Zeeland · Niger · Nigeria · Noord-Rhodesië · Noorwegen · Oeganda · Oostenrijk · Pakistan · Panama · Peru · Polen · Portugal · Puerto Rico · Roemenië · Senegal · Sovjet-Unie · Spanje · Taiwan · Tanganyika · Thailand · Trinidad en Tobago · Tsjaad · Tsjecho-Slowakije · Tunesië · Turkije · Uruguay · Venezuela · Verenigde Arabische Republiek · Verenigde Staten · Vietnam · Zuid-Korea · Zuid-Rhodesië · Zweden · Zwitserland